# 王一鸣 (1904年)
王一鸣（1904年—1932年），湖北省枣阳市人。中国工农红军将领。

## 生平
1926年参加革命，同年加入中国共产党。第一次国共内战时期，1929年2月被派到洪湖地区，任中国工农红军中央独立师第一纵队参谋长、纵队长，红六军前敌委员会书记、第一纵队参谋长、纵队长，红二军团第六军第十六师师长，红三军第八师师长，第七师师长。1932年，夏曦与贺龙、关向应分兵后，即令人马死守阵地。但是红军无法镇守，退到老新口才站住脚，人马伤亡无数，19团政委瞿登高被對方的骑兵砍死。师长王一鸣见到夏曦后，向夏曦报告，说敌势太强，红军支持不住。夏曦大怒，下令将王一鸣抓起，以“改组派”罪名，在肃反中于陕西境内被杀。1945年中共七大追认为革命烈士。